# Сеньків Василь
Василь Сеньків (? — 2 липня 1865) — галицький селянин, протягом 20 років війт села Любша (нині — Рогатинський район) протягом 20 років, громадський діяч. Посол Галицького сейму 1-го скликання (обраний від IV курії округу Рогатин — Бурштин, входив до складу «Руського клубу»; після його смерті в окрузі було обрано доктора Якова Кульчицького).